# Henning Pedersen
Henning Pedersen (Søllerød, Municipi de Rudersdal, 3 de setembre de 1939) va ser un ciclista danès. El seu principal èxit fou la medalla de bronze al Campionat del món en contrarellotge per equips de 1967. Va participar en els Jocs Olímpics de 1964.

## Palmarès
- 1966
  -  Campió de Dinamarca amateur en contrarellotge per equips
- 1967
  -  Campió de Dinamarca amateur en contrarellotge per equips